# Edwige Pitel
Edwige Pitel (Dinan, 4 de junio de 1967) es una duatleta y ciclista profesional francesa.
Ganó tres medallas en el Campeonato Mundial de Duatlón entre los años 1998 y 2003, y dos medallas en el Campeonato Europeo de Duatlón en los años 2002 y 2003. Además obtuvo dos medallas en el Campeonato Mundial de Duatlón de Larga Distancia en los años 2000 y 2002.

## Biografía

### Tardía entrada como deportista profesional y destacando en el duatlón
Tras destacar como amateur en la disciplina de duatlón ganando el Campeonato de Europa en 1996, comenzó a ser profesional en 1997 con 29 años logrando en 1998 el subcampeonato del mundo de la disciplina y en 2003 el Campeonato del Mundo. Además, en 2000, fue también campeona del mundo de duatlón en larga distancia y tres veces (1998, 2003 y 2005) campeona de Francia. Otras pruebas importantes que venció fue el Campeonato del Mediterráneo (2001) y la Provenza en Road Racing (2002).
A destacar que en el Campeonato del Mundo de Larga Distancia de 2001, donde quedó cuarta, coincidió con otras deportistas que posteriormente también serían destacadas ciclistas profesionales como Karin Thurig (ganadora) y Christiane Soeder (tercera).

### Ciclista profesional
Comenzó a compaginar el duatlón con en el ciclismo en ruta en 2001 donde ya empezó a destacar ganando la Chrono des Nations. Sus resultados solo eran destacados a nivel nacional hasta que en 2005 fue 2.ª en la Grande Boucle (que en aquella época era amateur) donde además ganó una etapa, fue 5.ª en el Souvenir Magali Pache Lausanne y 12.ª en el Campeonato del Mundo Contrarreloj lo que la dio acceso a un equipo profesional de cara al 2006. Por otra parte en el 2004 participó en los Juegos Olímpicos de Atenas tanto en la especialidad de ruta como contrarreloj.
Su gran rival durante la década de 2000 a nivel nacional fue la también veterana Jeannie Longo que con 9 años más que ella la solía ganar en los campeonatos nacionales. Dicha rivalidad fue en aumento cuando el marido de Longo entrenó a Pitel durante el 2007, debido a ello fue interrogada para esclarecer un supuesto dopaje por EPO de Longo.

## Medallero internacional
| Campeonato Mundial | Campeonato Mundial           | Campeonato Mundial | Campeonato Mundial |
| Año                | Lugar                        | Medalla            | Prueba             |
| ------------------ | ---------------------------- | ------------------ | ------------------ |
| 1998               | Sankt Wendel ( Alemania)     | Medalla de plata   | Individual         |
| 2002               | Alpharetta ( Estados Unidos) | Medalla de bronce  | Individual         |
| 2003               | Affoltern ( Suiza)           | Medalla de oro     | Individual         |
| Campeonato Europeo |                              |                    |                    |
| Año                | Lugar                        | Medalla            | Prueba             |
| 2002               | Zeitz ( Alemania)            | Medalla de bronce  | Individual         |
| 2003               | Varallo ( Italia)            | Medalla de oro     | Individual         |

| Campeonato Mundial | Campeonato Mundial    | Campeonato Mundial | Campeonato Mundial |
| Año                | Lugar                 | Medalla            | Prueba             |
| ------------------ | --------------------- | ------------------ | ------------------ |
| 2000               | Pretoria ( Sudáfrica) | Medalla de oro     | Individual         |
| 2002               | Weyer ( Austria)      | Medalla de plata   | Individual         |

## Palmarés

### Duatlón
1996 (como amateur)
- Campeonato Europeo

1997
- 2.ª en el Campeonato del Mundo

1998
- Campeonato de Francia

2000
- Campeonato Mundial de Larga Distancia

2003
- Campeonato de Francia
- Campeonato Mundial

2005
- Campeonato de Francia

### Ciclismo
2002 (como amateur)
- 2.ª en el Campeonato de Francia en Ruta
- 3.ª en el Campeonato de Francia Contrarreloj

2003 (como amateur)
- 2.ª en el Campeonato de Francia Contrarreloj

2004 (como amateur)
- 3.ª en el Campeonato de Francia Persecución
- Campeonato de Francia Contrarreloj
- Chrono des Nations

2005 (como amateur)
- Campeonato de Francia en Ruta
- 2.ª en la Grande Boucle, más 1 etapa[9]
- 1 etapa del Tour Féminin en Limousin
- Chrono des Nations
- GP International Féminin 'Les Forges'

2006
- 2.ª en el Campeonato de Francia Contrarreloj

2007
- Campeonato de Francia en Ruta
- 3.ª en el Campeonato de Francia Contrarreloj

2008
- 3.ª en el Campeonato de Francia en Ruta
- 3.ª en el Campeonato de Francia Contrarreloj
- Campeonato de Francia Scratch

2009 (como amateur)
- Mount Hood Classic, más 2 etapas
- 2.ª en el Campeonato de Francia en Ruta

2010
- 2.ª en el Campeonato de Francia Contrarreloj

2012 (como amateur)
- 3.ª en el Campeonato de Francia en Ruta
- Memorial Davide Fardelli

2016
- Campeonato de Francia en Ruta
- 2.ª en el Campeonato de Francia Contrarreloj
- 1 etapa del Tour Cycliste Féminin International de l'Ardèche

## Resultados en Grandes Vueltas y Campeonatos del Mundo
Durante su carrera deportiva ha conseguido los siguientes puestos en las Grandes Vueltas femeninas y en los Campeonatos del Mundo en carretera:
| Carrera              | 2004 | 2005 | 2006 | 2007 | 2008 | 2009 | 2010 | 2011 | 2012 | 2013 | 2014 | 2015 | 2016 | 2017 | 2018 | 2019 |
| -------------------- | ---- | ---- | ---- | ---- | ---- | ---- | ---- | ---- | ---- | ---- | ---- | ---- | ---- | ---- | ---- | ---- |
| Giro de Italia       | -    | -    | -    | -    | -    | -    | 11.ª | -    | -    | 21.ª | 21.ª | -    | -    | -    | -    | -    |
| Tour de l'Aude       | -    | 10.ª | 12.ª | -    | -    | -    | 20.ª | X    | X    | X    | X    | X    | X    | X    | X    | X    |
| Grande Boucle        | -    | X    | 2ª   | -    | -    | -    | X    | X    | X    | X    | X    | X    | X    | X    | X    | X    |
| Mundial en Ruta      | 23ª  | -    | -    | 21.ª | 54.ª | 26.ª | 18.ª | -    | 37.ª | 34.ª | -    | -    | -    | -    | 38.ª | -    |
| Mundial Contrarreloj | 20.ª | 12.ª | -    | -    | 26.ª | -    | -    | -    | 12.ª | -    | -    | -    | -    | -    | -    | -    |

-: no participa

X: ediciones no celebradas

## Equipos
- Bianchi Aliverti Kookai (2006)[10]
- Team Uniqa (2007)
- Team Pro Féminin Les Carroz (2008)
- LipSmacker Professional Women's Cycling Team (amateur) (2009)
- S.C. Michela Fanini Record Rox (2010)
- Vienne Futuroscope (2011)
- Team Vita Classica (amateur) (2012)
- S.C. Michela Fanini-Rox (2013-[11] 2017)
- Cogeas-Mettler (07.2018-)